# Vintířovský potok (přítok Liboce)
Vintířovský potok je malý vodní tok v okrese Chomutov. Potok je dlouhý 11,6 km, plocha povodí měří 31,4 km² a průměrný průtok v ústí je 0,13 m³/s. Spravuje ho státní podnik Povodí Ohře.
Potok pramení v Doupovských horách ve Vojenském újezdu Hradiště v Karlovarském kraji asi jeden kilometr severozápadně od Kojetína v nadmořské výšce 570 metrů, ale vzápětí vojenský prostor opouští. U jeho hranice vyvěrá v těsné blízkosti koryta pramen Kojetínská kyselka. Pod Kojetínem prudce zatáčí k jihu, aby vzápětí obrátil na východ k Vintířovu, který obtéká ze severu a pokračuje k přírodní rezervaci Vinařský rybník. Poté už protéká pouze Vidolicemi a jižně od Pětipes se v nadmořské výšce 270 metrů vlévá zleva do Liboce.
Přítoky Vintířovského potoka jsou pravostranný Ratibořický potok a levostranný Miřetický a Skalní potok.